# ارتل (اتریش)
ارت  (به آلمانی: Ertl) یک منطقهٔ مسکونی در اتریش است که در بخش امستیتن واقع شده‌است. ارت ۱٬۳۱۲ نفر جمعیت دارد.